# Ulf Stange
Ulf Stange, född 1946 i Stockholm, död 2006 i Seattle, var en svensk diplomat och ämbetsman.
Stange växte upp i Stockholm. Efter studentexamen vid Södra latin studerade han vid Washington State University i Seattle. Därefter genomgick han Försvarets tolkskola i Uppsala, varefter han blev civilekonom vid Handelshögskolan i Stockholm och fil.kand. vid Stockholms universitet (med bland annat ryska och spanska). År 1972 antogs han till Utrikesdepartementets handläggarutbildning, som följdes av stationeringar i Helsingfors och Seoul liksom vid departementet i Stockholm. I mitten av 1980-talet tjänstgjorde Stange några år vid Exportkreditnämnden (EKN) och i slutet av 1990-talet i Näringsdepartementet. Från 2002 och till sin död var han departementsråd med ansvar för handels- och investeringsfrämjande vid UD:s enhet för exportfrämjande och inre marknaden.